# МКЭР
Многопетлевой канальный энергетический реактор (МКЭР) — серия энергетических кипящих уран-графитовых реакторов третьего поколения с естественной циркуляцией теплоносителя, разработанных в 1990—2000-е годы. Реакторы МКЭР являются эволюционным развитием серии канальных реакторов РБМК с учётом полученного опыта при эксплуатации данных реакторов, а также современных требований по безопасности АЭС. Реакторы МКЭР разрабатывались в первую очередь для замены выводящихся из эксплуатации энергоблоков с реакторами РБМК.
Разработка проектов реакторной установки МКЭР была выполнена объединённым коллективом специалистов институтов НИКИЭТ, ВНИПИЭТ, НИЦ «Курчатовский институт» и Московским отделением Атомэнергопроекта при участии специалистов Ленинградской АЭС.

## История проектирования. Особенности реакторных установок
Работы по проектированию реактора начались в 1989 году. В 1992 году на конкурсе по замещающим реакторным установками на Ленинградской АЭС разработчиками был представлен проект уран-графитового канального реактора МКЭР-800.В процессе разработки реактора МКЭР-800 был учтён опыт эксплуатации водо-графитовых канальных реакторов типа серии РБМК, и был сделан упор на совершенствование пассивных систем безопасности реакторной установки, а также усовершенствование средств предупреждения и локализации возможных аварий. В проект реактора МКЭР-800 были внесены ряд новшеств, в частности: увеличено количество независимых петель контура многократной принудительной циркуляции (КМПЦ), по сравнению с реакторами серии РБМК, что позволило уменьшить максимальный диаметр трубопроводов циркуляционного контура до 300 мм. За счёт естественной циркуляции теплоносителя из системы КПМЦ были исключены главные циркулирующие насосы (ГЦН), интенсификация циркуляции происходит за счёт струйных насосов (инжекторов). Компактизация контура многократной принудительной циркуляции позволила заключить реакторную установку в герметическую защитную оболочку. Шахматное соединение топливных каналов к раздающим коллекторам, позволило обеспечить теплоотвод через соседние каналы при возможной потере теплоносителя и разрушении коллектора, тем самым исключая нагрев топлива до потери герметичности оболочки.
За счёт реализации оптимального уран-графитового соотношения, в МКЭР было обеспечено улучшение нейтронно-физических характеристик реактора, и повышены свойства самозащищенности активной зоны реакторной установки, в частности:
- отрицательный паровой и мощностной коэффициенты реактивности, что исключает самопроизвольный разгон реактора при увеличении мощности и при снижении расхода теплоносителя;
- отрицательный эффект обезвоживания активной зоны, который в случае потери теплоносителя, на начальной стадии аварийного процесса обеспечивает снижение мощности реактора;
- отсутствие внутренних причин, которые могли бы привести к выделению общей реактивности больше доли запаздывающих нейтронов;
- отсутствие запаса реактивности на выгорание за счет использования перегрузки топлива на ходу;
- отрицательный эффект обезвоживания контура охлаждения системы управления и защиты (СУЗ) в подкритичном состоянии реактора.

В середине 1990-х был на основе реактора МКЭР-800 был разработан проект МКЭР-1000. Реакторная установка МКЭР-1000 конструктивно подобна МКЭР-800, однако из-за увеличения тепловой мощности реактора до 3000 МВт в конструкцию реактора был внесён ряд изменений для обеспечения необходимого режима охлаждения активной зоны. Для чего было увеличено общее количества топливных каналов до 1824, применены дистанционирующие решетки с интенсификаторами теплообмена, аналогичных применяемым на реакторах РБМК-1500, для интенсификации теплообмена в технологических каналах, применено дросселирование топливных каналов, находящихся на периферии активной зоны.
В 2001 году на Ленинградской АЭС для замещения мощностей с реакторами РБМК-1000 был объявлен очередной тендер, в котором принял участие основной разработчик реакторов МКЭР НИКИЭТ им. Н. А. Доллежаля. Разработчиком всего за шесть месяцев, с использованием опыта проектирования реакторов МКЭР-800 и МКЭР-1000, был разработан новый проект реактора МКЭР-1500, с электрической мощностью установки 1500 МВт. Основной особенностью реакторной установки МКЭР-1500 стало внедрение в тепловую схему ГЦН (аналогично тепловым схемам РУ РБМК-1000 и 1500) для надёжного охлаждения реактора. Включение ГЦН в тепловую схему МКЭР-1500 было обусловлено тем, что согласно проведённым исследованиям было показано, что тепловая мощность реактора в 3000 МВт была предельной, которую целесообразно снимать естественной циркуляцией теплоносителя, интенсифицируемой струйными инжекторами. Поэтому в реакторе МКЭР-1500, имевшему бо́льшую тепловую мощность, активную зону было предложено охлаждать при работе энергоблока на мощности принудительной циркуляцией теплоносителя, развиваемой циркуляционными насосами.
Согласно результатам конкурса было установлено, что энергоблок с МКЭР-1500, соответствует всем требованиям по безопасности, а также на 15—20 % дешевле энергоблока с реактором ВВЭР-1500, проект которого так же участвовал в конкурсе на Ленинградской АЭС по замещению мощностей.

## Характеристики реакторов МКЭР
| Характеристика                                              | МКЭР-800  | МКЭР-1000 | МКЭР-1500 |
| ----------------------------------------------------------- | --------- | --------- | --------- |
| Тепловая мощность реактора, МВт                             | 2450      | 3000      | 4260      |
| Электрическая мощность блока, МВт                           | 860       | 1068      | 1500      |
| КПД блока (брутто), %                                       | 35,1      | 35,6      | 35,2      |
| Топливо                                                     | UO2       | UO2       | UO2, MOX  |
| Замедлитель и отражатель                                    | Графит    | Графит    | Графит    |
| Давление пара в сепараторах, атм                            | 70        | 65        | 75        |
| Среднее паросодержание на выходе из реактора масс, %        | 19,7      | 23,3      | 27,9      |
| Температура питательной воды, °С                            | 187       | 233       | 229       |
| Температура теплоносителя на входе, °С                      | 275       | 265,6     | 274       |
| Расход теплоносителя через реактор, т/ч                     | 23300     | 25309     | 30804     |
| Паропроизводительность, т/ч                                 | 4600      | 5891      | 8600      |
| Проектный срок службы, лет                                  | 50        | 50        | 50        |
| Внутренний диаметр контайнмента, м                          | 54        | 55,5      | 56,5      |
| Количество сепараторов пара, шт.                            | 8         | 8         | 4         |
| Размеры активной зоны, м:                                   |           |           |           |
| — высота                                                    | 6         | 6         | 7         |
| — диаметр                                                   | 11        | 12.1      | 14        |
| Шаг решётки технологических каналов, мм                     | 235×235   | 235×235   | 250×250   |
| Количество технологических каналов                          | 1580      | 1824      | 1824      |
| Количество каналов СУЗ                                      | 221       | 233       | 219       |
| Обогащение, % 235U                                          | 2.4       | 2.0-2.4   | 2.0-3.2   |
| Средняя глубина выгорания выгружаемого топлива, МВт·сут/кг: | 26-28     | 28        | 30-45     |
| Максимальная температура графита, °С                        | 510       | 560       | 640       |
| Максимальная температура топлива, °С                        | 945       | 1050      | 1300      |
| Паровой коэффициент реактивности, βэф                       | -2.8      | -1.3      | -0.8      |
| Мощностной коэффициент реактивности, βэф/МВт                | −1,6×10−3 | −7,1×10−4 | −3,3×10−4 |

## Описание РУ МКЭР-800 (1000)
Реакторные установки (РУ) с МКЭР-800 и МКЭР-1000 включают в себя реактор соответствующей мощности, КМПЦ с входящим в него оборудованием и системы, обслуживающие реакторную установку. КМПЦ состоит из 8 разделенных по воде пополам перегородками барабан-сепараторов с присоединенными к ним 32 циркуляционными петлями (по четыре петли на каждый барабан-сепаратор). Циркуляционные петли одного барабана-сепаратора объединены по воде перемычками. Тем самым циркуляционный контур МКЭР-800 (МКЭР-1000) состоит из 16 независимых по воде петель. Такая компоновка позволила сократить максимальные диаметры трубопроводов циркуляционного контура до 300 мм. Исследование теплогидравлических параметров реакторных установок с МКЭР-800 и МКЭР-1000 показали, что тепловая мощность реактора до 3000 МВт может сниматься теплоносителем в режиме естественной циркуляции теплоносителя, интенсифицируемой инжекторами с 1580 шестиметровых ТВС, аналогичных сборкам РБМК-1000.
Инжекторы на РУ МКЭР-800 (1000) устанавливаются на каждую опускную трубу, по которым отсепарированная циркуляционная вода отводится из сепаратора. Из инжектора вода под давлением в 7,06 МПа (МКЭР-800) и 6,86 МПа (МКЭР-1000) поступает в раздаточный коллектор, из которого по водяным коммуникациям раздаётся по топливным каналам. Создание в инжекторе дополнительного напора, равного 0.2 МПа (МКЭР-800) и 0,4 МПа (МКЭР-1000), осуществляется питательной водой, которая питательными насосами подаётся в сопло инжектора.
В топливных каналах вода нагревается и частично превращается в пар. Пароводяная смесь по трубопроводам поступает в сепаратор пара, где разделяется на воду и пар. Отсепарированный пар по отводящим паропроводам, на которых установлены отсечная арматура и главные предохранительные клапаны, поступает в главные паропроводы, подающие пар на турбоагрегат энергоблока.
На трубопроводах, отводящих пар из реактора и подводящих в реактор питательную воду, устанавливаются быстродействующие отсечные задвижки, которые должны закрываться при авариях, вызванных разрывами трубопроводов, локализуя тем самым аварию в одной петле.
Реакторная установка, основное оборудование вспомогательных систем, влияющих на безопасность, а также перегрузочный комплекс размещаются в контайнменте внутренним диаметром не более 55,5 метров. Контайнмент выполнен из двух цилиндрических защитных оболочек: внутренней — металлической, рассчитанной на максимальное избыточное давление 0,2 МПа во время аварии, и наружной из железобетона без предварительного напряжения — рассчитанной на все экстремальные внешние воздействия, с контролируемым кольцевым зазором между оболочками.
Перегрузка топлива может осуществляться как на остановленном, так и на работающем реакторе разгрузочно-загрузочной машиной, входящей в состав перегрузочного комплекса, без снижения мощности самой установки.
Биологическая защита реактора, состоящая из отражателя, металлоконструкций с защитными материалами, бетонной стены шахты реактора, кольцевого бака с водой, стальных защитных блоков, спроектирована таким образом, что в центральном зале на работающем реакторе эквивалентная мощность дозы не превышает 8 нЗв/с (2,9 мбэр/ч), что обеспечивает возможность пребывания при необходимости персонала в центральном зале.
Для сохранения целостности внутренней защитной оболочки в случае тяжёлой запроектной аварии предусмотрена пассивная система сброса давления с фильтрацией. В случае превышения проектной величины давления в защитной оболочке реакторной установки парогазовая смесь через разрывную мембрану поступает в систему сброса давления с фильтрацией. Система обеспечивает как конденсацию пара, так и задержку твердых радионуклидов продуктов деления и актиноидов в насыпном гравийном фильтре. Для очистки выброса в окружающую среду от газообразных и летучих продуктов деления предусмотрена фильтровальная станция с аэрозольным и йодным фильтрами и пассивным устройством осушения газо-воздушной смеси.